# Dictyophara pales
Dictyophara pales är en insektsart som beskrevs av Rauno E. Linnavuori 1970. Dictyophara pales ingår i släktet Dictyophara och familjen Dictyopharidae. Inga underarter finns listade i Catalogue of Life.